# رودي فرنانديز (ممثل)
رودي فرنانديز هو ممثل فلبيني، ولد في 3 مارس 1953 في الفلبين، وتوفي بنفس المكان في 7 يونيو 2008 بسبب سرطان. من الجوائز التي نالها جائزة فاماس ‏.

## جوائز
- جائزة فاماس [الإنجليزية]‏

## وصلات خارجية
- رودي فرنانديز على موقع IMDb (الإنجليزية)
- رودي فرنانديز على موقع أول موفي (الإنجليزية)
- رودي فرنانديز على موقع قاعدة بيانات الفيلم (الإنجليزية)
- رودي فرنانديز على موقع كينوبويسك (الروسية)